# Принц открива Америку 2
Принц открива Америку 2 (енгл. Coming 2 America) је амерички хумористички филм из 2021. године који служи као наставак филма из 1988. године Принц открива Америку у ком глуми Еди Марфи. Редитељ филма је Крег Бру из сценарија Кенја Барис, Бери В. Блоштајн и Дејвид Шефилд и приче Блоштајна, Шефилда и Џастина Кењуа, базиран на ликовима које је створио Марфи. У филму играју Марфи, Арсенио Хол, Џермејн Фаулер, Лесли Џоунс, Трејси Морган, Кики Лејн, Шери Хидли, Тејана Тејлор, Весли Снајпс и Џејмс Ерл Џоунс.
Првобитно заказан за биоскопско објављивање дистрибутера Paramount Pictures, дистрибутерска права филма су продата студију Amazon Studios због пандемије ковида 19. Amazon га је дигитално објавио 4. марта 2021. године на стриминг услузи Prime Video. Филм Принц открива Америку 2 је добио помешани пројем критичара.

## Радња
На 30. годишњицу венчања са Лисом Макдауел, принц Аким од Замунде позван је пред оца на самрти, краља Џафеа Џофера. Џафе и његов шаман Баба откривају збуњеном Акиму да има сина током прве посете Квинсу у држави Њујорк, након што је Семи наговорио две жене да проведу ноћ с њима док је Аким још увек трагао за будућом краљицом. Једна од њих је дрогирала Акима, што је резултирало покушајем којег се није сећао. Како замундијска традиција захтева да само мушки наследник може наследити престо, а Лиса је родила само ћерке, Аким је приморан да путује назад у Квинс да би преузео свог сина. Ако не, могли би се суочити са насилним преузимањем Замундине милитаристичке суседске државе Некдорије, чији диктатор, генерал Изи, гура Акимову најстарију ћерку Мику да се уда за његовог глупог сина Ајдија.
Након сахране краља Џафеа и Акимовог ускрснућа за краља, он и Семи путују у Квинс да би се упознали са његовим ванбрачним сином Лавелом Џансоном, паметњаковићем који се бори за прави посао. Након незгодног поновног сусрета са мајком Маријом, Аким их одводи и Лавеловог ујака Рима натраг у Замунду, на велико негодовање његове породице. Када генерал Изи сазна за ово, свраћа да представи своју ћерку Бопото Лавелу као последњи покушај полагања права на престо Замунде, али да би се квалификовао за краљевског принца, Лавел прво мора да прође низ традиционалних—и опасних тестова. 
Лавел се испрва нерадо излаже опасности, али потом се веже за Миремб, краљевског тимара, која му говори о Акимовој потрази да пронађе своју краљицу и подстиче га да следи свој пут. Лавел постепено развија разумевање са Акимовом породицом и, користећи своју памет и изнуђену храброст, пролази и постаје принц Замунде. Међутим, у својој приступној странци, Лавел чује разговор између Акима и Изија због чега верује да га Аким само искориштава, а он, Миремб, Мери и Рим враћају се у Њујорк. Узнемирена због губитка Мери, с којом се спријатељила, Лиса закључава Акима из њихове спаваће собе. Након разговора са оцем, који га подсећа на напредни ум покојне краљице Аолеон, Аким лети назад у Сједињене Државе, док Семи остаје да заустави Изија, који намерава да се врати сутрадан или да види како се Бопото жени Лавел или објављује рат.
Враћајући се у Квинс, Аким открива да ће се Лавел и Миремб ускоро венчати. Подсетивши на сопствену животну причу, он им даје свој благослов и ослобађа Лавела својих краљевских обавеза. У међувремену, Семи и принцезе се свађају и потчињавају генерала Изија, приморавајући га да покуша дипломатскији приступ. По повратку кући, Аким мења традицију краљевског наследства допуштајући својој ћерки Мики да се попне на престо након његове смрти, док је Лавел постало амбасадор Замунде у Њујорку, а генерал Изи отворио је Некдорију за миран политички и трговински однос. Филм се завршава великом забавом у краљевској палати, а Акимови пријатељи из Квинса су специјални гости, укључујући и представу из сексуалне чоколаде. 

## Улоге
| Глумац             | Улога                   |
| ------------------ | ----------------------- |
| Еди Марфи          | принц / краљ Аким Џофер |
| Арсенио Хол        | Семи                    |
| Џермејн Фаулер     | Лавел Џансон            |
| Лесли Џоунс        | Мери Џансон             |
| Трејси Морган      | ујак Рим Џансон         |
| Кики Лејн          | принцеза Мика Џофер     |
| Шери Хидли         | краљица Лиса Џофер      |
| Весли Снајпс       | генерал Изи             |
| Тејана Тејлор      | Бопото Изи              |
| Џејмс Ерл Џоунс    | краљ Џофе Џофер         |
| Бела Марфи         | принцеза Ома Џофер      |
| Акили Лав          | принцеза Тинаши Џофер   |
| Пол Бејтс          | Оха                     |
| Џон Ејмос          | Клео Макдауел           |
| Луј Андерсон       | Морис                   |
| Ротими             | Ајди Изи                |
| Ванеса Бел Каловеј | Имани Изи               |
| Номзамо Мбата      | Миремб                  |
| Клинт Смит         | Свитс                   |
| Лунел              | Ливија                  |